# Мазитов, Хусаин Зилеевич
Хусаин Зилеевич Мазитов (19 апреля 1928, Стерлитамак — 3 ноября 1989, Уфа) — башкирский певец (баритон). Народный артист Башкирской АССР (1975), заслуженный артист Башкирской АССР (1964).
Трудовую деятельность начинал как шофёр.

## Образование
- 1948—1953 вокальное отделение Московской государственно консерватории им. П. И. Чайковского (кл. Е. В. Кузьминой).

В Московскую консерваторию ишимбайский шофёр попал из самодеятельности. В 1948 году на республиканском смотре художественной самодеятельности, где он выступал, находилась комиссия из Москвы. Она отбирала талантливую молодёжь для учёбы в Москве. В числе 16 человек, отобранных из 78 кандидатов, был Хусаин Мазитов.
Дипломная работа Мазитова — партии Мизгиря в опере Н.Римского-Корсакова «Снегурочка» и Уберто в «Служанке-госпоже» Д.Перголези. За них выпускник получил оценки «отлично», а председатель комиссии, прославленный бас Большого театра Иван Петров сказал: «Вы рождены для оперы!»

## Творческая деятельность
В 1953-78 солист Башкирского государственного театра оперы и балета, в 1978-89 солист Башкирской государственной филармонии.
В Башкирском государственном театра оперы и балета исполнил партии Жермона ("Травиата" Дж. Верди), Валентина ("Фауст" Ш.Гуно), Багрова, Ильяса ("Салават Юлаев", "Кодаса" З.Г.Исмагилова) и др.
После перехода в 1978 году в Башкирскую государственную филармонии, Мазитов стал много концертировать по Башкирии. В период расцвета концертной деятельности в его репертуаре было больше 300 песен. Мазитов был первым исполнителем большого числа новых песен известных башкирских композиторов. Большая творческая дружба связывала его с Нариманом Сабитовым, Хусаином Ахметовым, Рафиком Сальмановым. Последний в содружестве с поэтом Рами Гариповым написал «Песню шофёра», памятуя раннее возмужание товарища за рулем грузовика. Эту песню певец очень любил и часто исполнял, как и другие произведения друга, например, песни «Прощание», «Песня труда» и другие.
Мазитов был первым и лучшим исполнителем многих лирических песен Хусаина Ахметова: «Мне невозможно жить без тебя» (слова Н.Наджми), «Башкирский кумыс» (слова К.Даяна) и другие.

## Из интервью
"— С чего берет начало Ваше творчество?
— С народных мелодий. И по сей день для меня они самые любимые. Они спасали меня в самое тяжелое время — в годы войны, когда я ребёнком уже работал — крутил баранку грузовика по разбитым дорогам Ишимбайского района. Потом благодаря песням у меня появились друзья, с которыми я пел эти песни в холодном доме культуры, где, чтобы не замерзнуть, мы отплясывали под свой же аккомпанемент: «энне-гидер-гидер-гидер…»
Мазитов вспоминал в интервью свою молодость во время Великой Отечественной войны и как он с 14 лет до 20 лет работал в автоколонне треста «Ишимбайнефть» шофёром.

## Награды и звания
- Медаль «За трудовое отличие» (8 июня 1955)
- Народный артист Башкирской АССР (1975)
- Заслуженный артист Башкирской АССР (1964)
- Почётная грамота Президиума Верховного Совета Башкирской АССР